# Bombardement du 5 juillet 1944 sur l'Hérault

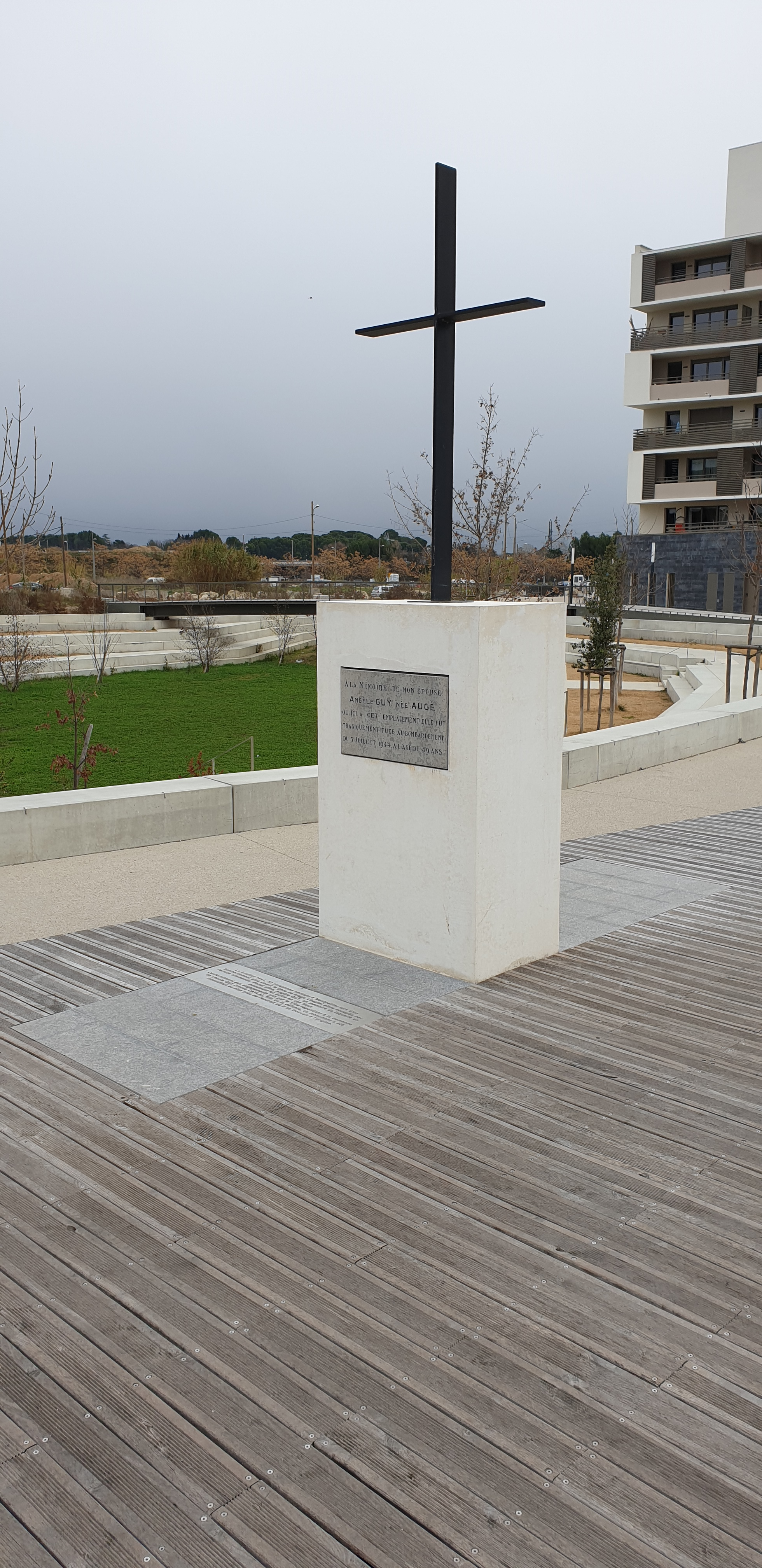
Nouveau monument à Angèle Guy, remplaçant l'ancien qu'avait fait érigé son mari à cet endroit, devenu l'espace Michel-Soulas construit lors du réaménagement complet de ce quartier de Montpellier. Angèle Guy est l'une des personnes civiles tuées dans ce quartier lors du bombardement de la gare de Chaptal.

Le bombardement du 5 juillet 1944 est un bombardement aérien américain mené par la 15e USAAF qui a eu lieu pendant la Seconde Guerre mondiale, visant principalement les infrastructures ferroviaires du Languedoc, dans le sud de la France. Ces premiers bombardements alliés à toucher l'Hérault visent entre autres la gare de Béziers et des établissements de réparation ferroviaires situés à proximité en grande partie détruits et à Montpellier, la gare de Saint-Roch, la gare de Chaptal mais surtout la gare de triage des Près-d'Arène où se trouvent stationnés deux trains militaires allemands transportant soldats, munitions et essence. Ces bombardements, avec les actions de sabotage de la Résistance, visent à paralyser les voies de communication et à empêcher l'acheminement de troupes allemandes sur le front de Normandie.
Ces bombardements vont faire de nombreuses victimes militaires allemandes, environ un millier de tués, mais également de nombreuses victimes civiles. Ainsi celui de la gare de triage de Montpellier tue, suivant les sources de 52 à quatre-vingts personnes. Le bombardement de la gare de Béziers touche des quartiers périphériques tuant vingt et une personnes.    
Le même jour, la 15e USAAF mène un bombardement sur le port de Toulon qui touche une partie du centre-ville